# Sopronkövesd
Sopronkövesd (alemán: Gissing; serbocroata: Kevešd) es un pueblo húngaro perteneciente al distrito de Sopron en el condado de Győr-Moson-Sopron, con una población en 2013 de 1214 habitantes.
Se conoce su existencia desde 1326 y desde 1382 pasó a pertenecer a la familia Kanizsai. El asentamiento original fue destruido por los turcos en 1529 y la localidad fue repoblada por Nádasdy Tamás con croatas de Eslavonia. El principal monumento de la localidad es la iglesia neoclásica, construida entre 1806 y 1810 por iniciativa de Ferenc Széchényi. Actualmente casi todos los habitantes son étnicamente magiares.
Se ubica unos 15 km al sureste de la capital distrital Sopron, sobre la carretera 84 que lleva al lago Balatón y junto a la frontera con la localidad austriaca de Nikitsch.